# Static Peak
Der Static Peak ist ein Berg im Grand-Teton-Nationalpark im Westen des US-Bundesstaates Wyoming. Er hat eine Höhe von 3447 m und ist Teil der Teton Range in den Rocky Mountains. Er liegt 0,8 km südwestlich des Buck Mountain und nördlich des Albright Peak. Der Berg kann am leichtesten vom nahegelegenen Alaska Basin Trail bestiegen werden. An der Nordflanke des Static Peak liegt der kleine Timberline Lake.

## Belege
1. ↑  Peakbagger: Static Peak. Abgerufen am 29. Januar 2021.
2. ↑  Geonames: Static Peak. Abgerufen am 29. Januar 2021.
3. ↑  Summitpost: Static Peak : Climbing, Hiking & Mountaineering. Abgerufen am 29. Januar 2021.